# Il prezzo del potere
Il prezzo del potere (bra O Preço do Poder) é um filme italiano do gênero faroeste lançado em 1969.

## Sinopse
A trama gira em torno de uma conspiração contra o presidente, onde pretendem matá-lo para poderem chantagear o vice-presidente Slim (José Suarez) a ser marionete das ideias do governo sulista com um dossiê envolvendo provas contra as falcatruas do político no passado.

## Elenco
- Giuliano Gemma – Bill Willer
- Van Johnson – James A. Garfield
- Warren Vanders – Arthur MacDonald
- Fernando Rey – Pinkerton
- Benito Stefanelli – Sheriff Jefferson
- Maria Jesus Cuadra – Lucretia Garfield
- Ray Saunders – Jack Donovan
- José Suárez – Vice-presidente
- Manuel Zarzo – Nick
- Mike Harvey – Wallace
- Julio Pena – Governador do Texas
- José Calvo – Dr. Strips
- Antonio Casas – Mr. Willer